# Maaria Roth
Maaria Roth (* 13. Juni 1997) ist eine finnische Fußballspielerin.

## Karriere

### Vereine
Roth spielte in ihrer Jugend für den FC Nokia und für Tampereen Ilves, bevor sie zur Spielzeit 2015 in deren erste Mannschaft aufrückte. In der seinerzeit (bis 2019) unter dem Namen Naisten Liiga höchsten Spielklasse im finnischen Frauenfußball kam sie in ihren ersten 17 Punktspielen im Seniorinnenbereich zum Einsatz, in denen ihr ein Tor gelang. Ihr Debüt erfolgte mit Beginn der Spielzeit am 18. April 2015 beim 2:1-Sieg im Heimspiel gegen Pallokissat Kuopio; ihr erstes Tor erzielte sie am 25. Juli 2015 (13. Spieltag) beim 8:1-Sieg im Auswärtsspiel gegen NiceFutis aus Pori mit dem Treffer zum 2:0 in der achten Minute. Ihr letztes und 66. Punktspiel für die Mannschaft bestritt sie am 7. Oktober 2017 beim 7:0-Sieg im Heimspiel gegen Pallokissat Kuopio.
In die Hauptstadt gelangt, kam sie vom 24. März 2018 bis zum 9. Oktober 2021 in 82 Punktspielen zum Einsatz, in denen sie fünf Tore erzielte. Ein Tag vor Beginn der Spielzeit am 16. April 2023, half sie den Pallokerho Keski-Uusimaa in der zweitklassigen Naisten Ykkönen im Spiel gegen den Jyväskylän Pallokerho aus und erzielte beim 1:1-Unentschieden das Tor zum Ausgleich in der 67. Minute.

### Nationalmannschaft
Roth kam als Nationalspielerin für den SPL in der U17-Nationalmannschaft zu ihren ersten vier Länderspielen – allesamt in der altersbezogenen EM-Qualifikation. Ihr Debüt erfolgte im ersten Spiel der Gruppe 3 am 2. August 2013 beim 2:2-Unentschieden gegen die U17-Nationalmannschaft der Slowakei in der ersten Qualifikationsrunde.
Für die U19-Nationalmannschaft bestritt sie sieben Länderspiele – allesamt in der altersbezogenen EM-Qualifikation. Bei ihrem Debüt gegen die U19-Nationalmannschft der Türkei am 4. April 2015 endete das erste Spiel der Gruppe A in der zweiten Qualifikationsrunde 2:2 unentschieden. Die anderen sechs fanden vom 15. September 2015 bis zum 10. April 2016 statt. Im letzten Spiel der Gruppe 4 (erste Qualifikationsrunde) erzielte sie am 20. September 2015 beim 7:3-Sieg über die U19-Nationalmannschaft Polens mit dem Treffer zum 3:1 in der 40. Minute ihr erstes Länderspieltor in dieser Altersklasse.
In der U20-Nationalmannschaft wurde sie einzig am 10. Dezember 2017 im Freundschaftsspiel gegen die US-amerikanische U20-Nationalmannschaft berücksichtigt. Die Begegnung in Lakewood Ranch im Bundesstaat Florida endete einer 1:10-Niederlage.
Ihr A-Länderspieldebüt erfolgte am 30. Mai 2025 mit dem fünften Spiel der Gruppe B3 im Wettbewerb der Nations-League beim 3:0-Sieg über die Nationalmannschaft Belarus’ in Szeged statt. Im sechsten und letzten Gruppenspiel, beim 1:1-Unentschieden gegen die Nationalmannschaft Serbiens in Helsinki wurde sie ebenfalls berücksichtigt.
Dem Kader für die Europameisterschaft 2025 zugehörig, kam sie im ersten und dritten Spiel der Gruppe A – jeweils als Einwechselspielerin – zum Einsatz.

## Erfolge
- Finnischer Meister 2019, 2024 (mit HJK Helsinki)
- Finnischer Pokal-Sieger 2019, 2024 (mit HJK Helsinki)